# Bernhard Pohlschmidt
Bernhard Pohlschmidt (* 3. Juli 1935; † 13. Februar 2017) war ein deutscher Fußballspieler.

## Karriere
Pohlschmidt spielte zusammen mit seinem Bruder Manni beim RSV Münster, bevor beide zu Preußen Münster wechselten. Ein besonderes Erlebnis waren die Erfolge um den Westdeutschen Pokal im Jahr 1960. In der ersten Runde gelang mit Reichsbahn SV am 28. Februar 1960 ein 2:0-Heimerfolg gegen die lokale Nummer eins, den Oberligisten Preußen Münster. In der zweiten Runde folgte am 20. März ein 2:1-Heimerfolg gegen Sportfreunde Gladbeck aus der 2. Liga West, ehe man am 22. Mai in der 3. Runde beim Oberligisten Hamborn 07 nach einer 0:3-Auswärtsniederlage ausscheiden musste. Mit Münster gelang ihm in der letzten Saison der alten erstklassigen Oberliga, 1962/63, mit dem vierten Rang, der Sprung in die neu installierte Bundesliga zur Saison 1963/64. Er hat in dieser Serie drei Spiele bestritten. Sein Debüt in der Oberliga West hatte er in der Saison 1960/61 unter Trainer Kuno Klötzer, als er in neun Ligaspielen beim Erreichen des neunten Ranges im Einsatz war. Am ersten Spieltag der Runde lief er bei einer 0:3-Auswärtsniederlage bei Rot-Weiss Essen am 14. August 1960 erstmals im Angriff von Münster in der Oberliga ein. Er bildete auf Halbrechts im damals zumeist praktizierten WM-System mit Hermann Lulka, Harald Beyer, Manfred Kreß und Winfried Geerken den Angriff der Preußen. Gegen die RWE-Defensive um Torhüter Fritz Herkenrath, dem Verteidigerpaar Adolf Steinig – Otto Rehhagel sowie Abwehrchef Heinz Wewers konnten sich die Münsteraner Angreifer aber nicht durchsetzen. Bruder Manfred debütierte 1961/62 unter dem neuen Trainer Richard Schneider bei den Preußen in der Oberliga. Insgesamt wird der ältere Pohlschmidt-Bruder mit 31 Oberligaspielen und einem Tor geführt.
In der Bundesliga bestritt er einen Einsatz, als er von Trainer Richard Schneider am 22. Spieltag, gegen Borussia Dortmund zu seinem Debüt gebracht wurde. Preußen konnte sich nicht in der Liga halten und stieg als Tabellenvorletzter ab. Pohlschmidt setzte seine Karriere in Münster in der zweitklassigen Fußball-Regionalliga West fort. Von 1964 bis 1966 absolvierte er 14 Regionalligaspiele.